# Литота
Лито́та, лито́тес (от др.-греч. λιτότης — простота, малость, умеренность) — стилистическая фигура преуменьшения или нарочитого смягчения свойств, признаков, значений каких-либо предметов или явлений.

Литота — это образное выражение, особая стилистическая фигура, оборот, в котором содержится художественное преуменьшение величины, силы значения изображаемого предмета или явления. Литота в этом смысле противоположна гиперболе, поэтому по-другому её называют обратной гиперболой.
По существу литота чрезвычайно близка гиперболе по своему выразительному значению, поэтому в старинных работах по риторике её рассматривали как вид гиперболы, которая делилась на два вида: на «увеличение» (др.-греч. αὔξησις auxesis) и «уменьшение» (ταπινωσις tapinosis или μείωσις meiosis). В современной филологии литота рассматривается в качестве самостоятельной фигуры речи, с помощью которой создается субъективно-оценочный, эмоционально окрашенный художественный образ.
Как и гиперболы, литоты часто совмещаются с тропами и другими речевыми фигурами, что позволяет создать сложное иносказание, отличающееся экспрессией и оценочностью:
Литота+сравнение: «узенькие талии, никак не толще бутылочной шейки» (Н. В. Гоголь «Невский проспект»).

Ваш шпиц — прелестный шпиц, не более напёрстка!

Я гладил всё его; как шёлковая шёрстка!
А. С. Грибоедов «Горе от ума» 
Н. А. Некрасов в «Песне Ерёмушке»: «Ниже тоненькой былиночки надо голову клонить». В поэме «Крестьянские дети» он использовал фольклорное выражение «мужичок с ноготок»:

И шествуя важно, в спокойствии чинном,

Лошадку ведёт под уздцы мужичок

В больших сапогах, в полушубке овчинном,

В больших рукавицах… а сам с ноготок!

На литоте построено целое стихотворение К. С. Аксакова «Мой Марихен так уж мал». П. И. Чайковский положил на музыку текст одной из публикаций этого стихотворения с другим именем заглавного персонажа (из сборника А. Н. Плещеева) под названием «Детская песенка. Мой Лизочек»:

Мой Лизочек так уж мал,

Так уж мал,

Что из листика сирени

Сделал зонтик он для тени

И гулял.

Мой Лизочек так уж мал,

Так уж мал,

Что из крыльев комаришки

Сделал две себе манишки

И — в крахмал…

Многие литоты являются фразеологизмами или идиомами: «черепашьи темпы», «рукой подать», «денег кот наплакал», «небо показалось с овчинку», «мужичок-с-ноготок», «девочка-дюймовочка».